# أوليفر بارث
أوليفر بارث (بالألمانية: Oliver Barth)‏ (مواليد 6 أكتوبر 1979 في شتوتغارت - ألمانيا) لاعب كرة قدم ألماني يلعب حاليا لصالح نادي الدرجة الأولى فرايبورغ الألماني منذ 2007 في مركز قلب الدفاع .

## روابط خارجية
- أوليفر بارث على موقع قاعدة بيانات كرة القدم.إي يو (الإنجليزية)
- أوليفر بارث على موقع بيانات كرة القدم. دي إي (الألمانية)
- أوليفر بارث على موقع عالم كرة القدم.نت (الإنجليزية)
- أوليفر بارث على موقع كووورة